# Groupe ethnoreligieux
 (septembre 2023).
Le contenu est difficilement compréhensible vu les erreurs de traduction, qui sont peut-être dues à l'utilisation d'un logiciel de traduction automatique.
Un groupe ethnoreligieux (ou groupe ethno-religieux) est un groupe de personnes unifiées par une origine religieuse et ethnique commune.
De plus, le terme groupe ethno-religieux, ainsi que les groupes ethno-régionaux et ethno-linguistiques, sont une sous-catégorie d'ethnicité et sont utilisés comme preuve de croyance en une culture et une ascendance communes.
Dans un sens plus étroit, ils font référence à des groupes dont les traditions religieuses et ethniques sont historiquement liées.

## Caractéristiques
Les éléments définis comme caractéristiques d'un groupe ethnoreligieux sont « le caractère social, l'expérience historique et les croyances théologiques ».
Une fermeture de la communauté s'effectue par une endogamie stricte, propre à la communauté et qui distingue une communauté ethno-religieuse, c'est-à-dire distincte de tout autre groupe. Dans de nombreux cas, ils sont adeptes de religions ancestrales, dans certains autres cas, ils sont adeptes de religions abrahamiques.

## Exemples

### Groupes ethnoreligieux actuels
- Les alaouites, d'ethnie arabe, adepte d'une forme de l'Islam chiite duodécimain. Les conversions à l'Alaouisme sont impossibles pour les personnes extérieures à la communauté.
- Les Amish forment un groupe ethnoreligieux fermé d'origine germanique et adepte d'une forme singulière de christianisme[4].
- Les Arméniens forment un groupe ethnoreligieux majoritairement adeptes de l'Église apostolique arménienne.
- Les Maronites libanais, d'origine phénicienne et adeptes du Catholicisme[5].
- Les Druzes, d'ethnie arabe, adepte d'une forme syncrétique et ésotérique de l'Islam chiite ismaélite, les conversions au Druzisme sont impossibles pour les personnes extérieures à la communauté.
- Les Juifs ne forment pas un seul mais plusieurs sous-groupes ethnoreligieux, comme les Juifs Mizrahim, les Ashkénazes, les Séfarades ou encore les Juifs des montagnes. Cette mosaïque culturelle renvoie à une origine commune qui prend ses racines au Levant. Les conversions sont possibles pour les personnes extérieures au peuple juif et sont intégrés aux communautés qu’elles fréquentent.
- Les Samaritains : groupe fermé issu du Judaïsme ancien.
- Les Coptes, principal groupe chrétien d'Égypte, forment un groupe ethnoreligieux et endogame.

### Groupes ethnoreligieux disparus
- Les Ghjuvannali, groupe ethnoreligieux de Corses, adeptes d'une forme de christianisme considéré comme hérétique par l'Église catholique, anéantis en 1364.
- Les Cathares Occitans.

## Définir un groupe ethnoreligieux
En général, les communautés ethnoreligieuses définissent leur identité ethnique non seulement par leur héritage ancestral ni simplement par leur affiliation religieuse, mais normalement par une combinaison des deux. Un groupe ethnoreligieux a une histoire commune et une tradition culturelle – qui peut être définie comme religieuse – qui lui est propre. Dans de nombreux cas, les groupes ethnoreligieux sont des groupes ethnoculturels ayant une religion ethnique traditionnelle ; dans d’autres cas, les groupes ethnoreligieux sont au départ des communautés unies par une foi commune qui, grâce à l’endogamie, ont développé des liens culturels et ancestraux.
L'identité de certains groupes ethnoreligieux est renforcée par l'expérience de vivre au sein d'une communauté plus large en tant que minorité distincte. Les groupes ethnoreligieux peuvent être liés au nationalisme ethnique si le groupe ethnoreligieux possède une base historique dans une région spécifique.